# Maximiliano Freitas
Gerardo Maximiliano Freitas Tapamiz (Montevideo, Uruguay, 4 de marzo de 1991) es un futbolista uruguayo. Juega como delantero y su equipo actual es FC San Marcos de la Liga 2 de Perú. Jugó en FC Alianza de El Salvador años atrás.

## Trayectoria

### Juventud de Las Piedras
Maximiliano Freitas realizó las divisiones menores en Defensor Sporting, pero luego de no tener oportunidades se marcha a Juventud de Las Piedras en el Campeonato Uruguayo de Segunda División 2010-11. Al siguiente año logró ascender con el equipo a la Primera División de Uruguay.

### Plaza Colonia
A mediados del 2012 llega a Plaza Colonia para afrontar la Segunda División de Uruguay. Es recordado por haber anotado un gol a Deportivo Maldonado, a los 4 segundos de iniciado el partido, En la temporada 2014-15 ascendió a la Primera División de Uruguay, logrando anotar 11 goles. En total anotó 20 goles en sus 3 temporadas.

### Argentinos Juniors
En su paso por Argentinos Juniors solo jugó 3 partidos, siendo uno de los más criticados por la hinchada debido a su mal estado físico.

### Oriente Petrolero
A mediados del 2016 llega a Oriente Petrolero donde rápidamente se ganó el cariño de la gente debido a sus goles. Jugó la Copa Sudamericana 2017 donde le anotó en 2 ocasiones a Deportivo Cuenca y 2 goles a Atlético Tucumán. Logró clasificar a la Copa Libertadores 2018 donde anotó 3 goles en 4 partidos.

### Río Negro Águilas (Col)
En 2019 llega a Río Negro Águilas equipo de la primera división del fútbol profesional Colombiano. Debuta el 26 de enero en su visita contra el Cúcuta Deportivo.
En el 2022 desciende con el Carlos Stein, al quedar último puesto en la tabla acumulada.

## Clubes
| Club                    | País        | Año             | Part. | Goles | Asist. | Media |
| ----------------------- | ----------- | --------------- | ----- | ----- | ------ | ----- |
| Juventud de Las Piedras | Uruguay     | 2010 - 2012     | 27    | 2     | 0      | 0.07  |
| Plaza Colonia           | Uruguay     | 2012 - 2015     | 69    | 21    | 4      | 0.3   |
| Argentinos Juniors      | Argentina   | 2015            | 3     | 0     | 0      | 0     |
| Rampla Juniors          | Uruguay     | 2016            | 10    | 0     | 3      | 0     |
| Oriente Petrolero       | Bolivia     | 2016 - 2018     | 79    | 27    | 0      | 0.34  |
| Rionegro Águilas        | Colombia    | 2019            | 1     | 0     | 0      | 0,00  |
| Cerrito                 | Uruguay     | 2019            | 14    | 1     | 0      | 0.07  |
| Alianza FC              | El Salvador | 2020            | 17    | 4     | 0      | 0.24  |
| Carlos Stein            | Perú        | 2021 - 2022     | 45    | 10    | 7      | 0.29  |
| Macará                  | Ecuador     | 2023            | 0     | 0     | 0      | 0     |
| San Marcos              | Perú        | 2024 -          |       |       |        |       |
| Total carrera           |             | 2010 - presente | 265   | 65    | 14     | 0.25  |

## Palmarés

### Campeonatos nacionales
| Título                                 | Club           | País        | Año     |
| -------------------------------------- | -------------- | ----------- | ------- |
| Ascenso a Primera División Profesional | Juventud       | Uruguay     | 2011-12 |
| Ascenso a Primera División Profesional | Plaza Colonia  | Uruguay     | 2014-15 |
| Ascenso a Primera División Profesional | Rampla Juniors | Uruguay     | 2015-16 |
| Torneo Apertura                        | Alianza        | El Salvador | 2020    |
| Ascenso a Primera División Profesional | Carlos Stein   | Perú        | 2021    |

### Distinciones individuales
| Distinción                                                                  | Año  |
| --------------------------------------------------------------------------- | ---- |
| Preseleccionado como delantero en el mejor once de la Liga 2 según la SAFAP | 2021 |